# Casa Pla Puiggròs
La casa Pla Puiggròs és un edifici residencial de Capellades (Anoia). És una obra inclosa a l'Inventari del Patrimoni Arquitectònic de Catalunya.

## Descripció
És una casa cantonera que fa angle amb el carrer d'Amador Romaní i el carrer de la Mercè, davant les restes de la muralla de l'Hort de la Vila. Presenta, a la planta baixa, la porta just a la cantonada, amb tres pedres tallades i portant a la llinda la data de "1843". A un costat hi ha una finestra feta de pedres ben tallades i motllurada a la part inferior. La resta de la façana presenta gran quantitat de finestres de diferents tipus amb arc de mig punt i allindanades de fusta motllurada a cada costat, a la part inferior. A la part lateral que dona al carrer d'Antoni Romaní, hi ha un portal de mig punt adovellat i una capelleta amb la imatge de la Moreneta. És de destacar una corriola de ferro forjat, representant un gall, conservada dalt de tot d'un dels costats laterals i les pedres tallades en forma, a la part inferior de la porta.

## Capella de la Mare de Déu de Montserrat

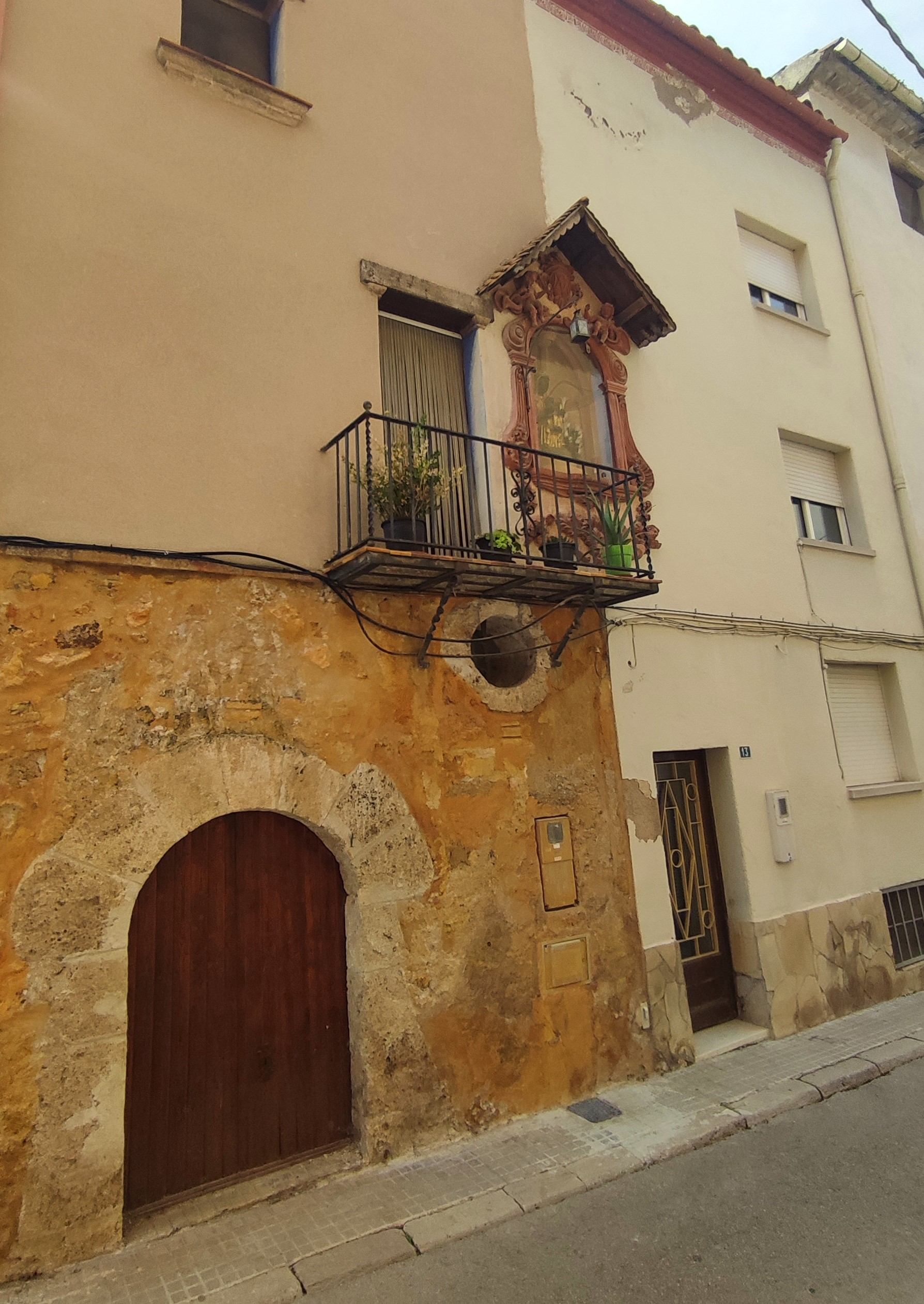
Capella de la Moreneta

Antigament, el carrer d'Amador Romaní, anomenat popularment carrer Fondo, s'anomenava carrer de Montserrat. Junt a la mitgera de la façana del carrer d'Amador Romaní hi ha una capella de carrer dedicada a la Mare de Déu de Montserrat, amb una imatge de la verge donada pel monestir de Montserrat. Durant la Guerra Civil espanyola, la imatge fou destruïda i la capella es va tapiar. Més endavant, dos veïns del poble la van destapiar i hi van col·locar una reproducció de la Moreneta feta amb arena emmotllada.
La capella està formada per una fornícula d'arc de mig punt tancada amb vidre, coronada per dos àngels amb trompes i un escut marià al centre; a sota d'ella, hi ha dos caps d'àngels units per una ornamentació vegetal. Tots aquests elements són fets amb terra cuita vermella. Aquest espai està protegit per una teuladeta de fusta a dues vessants i en el seu costat de migdia sobresurt un element de ferro forjat que suporta un fanal. L'interior està decorat amb motius arquitectònics que reprodueixen l'absis i la volta d'una capella, i conté la imatge donada pel Monestir de Montserrat. Aquesta capella és una reproducció de l'antiga fornícula setcentista que hi havia hagut al mateix lloc.

## Història
L'edifici es va construir al segle XVIII al carrer Montserrat, 5, actual carrer d'Amador Romaní, 11. Va ser reformat l'any 1843, segons consta en la data esculpida a la llinda de la porta. El 1906 era propietat d'Antoni Baldomer i Ramona Pla Puiggròs, residents a Barcelona. El 1910 la va comprar Josep Roig i Orpí, el qual ja tenia diferents propietats a la zona heretades de la seva família. El 1927 la va rebre en propietat Maria Roig i Romaní. El 1962, la va adquirir Joan Aguilar Martínez i Maria Martí Santamaría. Actualment és propietat d'Antoni Argelich Iglesias i la seva esposa Concepció Caballeria Andreu.
Davant la muralla i d'aquesta casa, queden restes de pedra picada, corresponents a llindes de portes, finestres, i d'altres elements d'època barroca així com una font de pedra picada. Devien correspondre a una casa d'època barroca enderrocada, potser part d'aquest d'aquesta casa, refeta el segle xix però que aprofita elements anteriors, com les dues pedres de la part inferior de la porta i el portal de mig punt de grans dovelles al costat lateral.